# Phyllanthus lebrunii
Phyllanthus lebrunii är en emblikaväxtart som beskrevs av Robyns och André Gilles Célestin Lawalrée. Phyllanthus lebrunii ingår i släktet Phyllanthus och familjen emblikaväxter. Inga underarter finns listade i Catalogue of Life.